# ジュリサ・ゴメス
ジュリサ・ゴメス（Julissa D'anne Gomez、1972年11月4日 - 1991年8月8日）は、アメリカ合衆国の元体操選手である。ナディア・コマネチやメアリー・ルー・レットンなどを指導してきたベラ・カロリーのもとで体操選手としての才能を見せ、将来を嘱望されていた。しかし1988年5月、跳馬の演技中に事故に遭って首から下が完全に麻痺した状態になり、1991年8月に死去している。この事故を契機に、ロイター板と跳馬の隙間を埋めるスペーサーマットが採用され、選手がロイター板を踏み外した場合の衝撃を緩和させる措置が取られるようになった。

## 生涯

### 前半生
ジュリサ・ゴメスは2人姉妹の長女として、テキサス州のサンアントニオに生まれた。両親は2人ともメキシコ国境に近いラレドの生まれで、季節農民の子供として親と一緒にコロラド州やミネソタ州で農業に従事しながら成長した。母オティリアは勉強好きな性格で大学に進んで教師になる夢を持っていたが、家庭の経済状態がそれを許さなかった。ラレドで教師の助手として働いていた時に学校理事者たちに認められて奨学金をもらってテキサス女子大学に進み、教師の資格を得ることができた。大学を出てからラミロと結婚した。ラミロには学歴はなかったが溶接の技術を習得しており、職を求めてサンアントニオに引っ越してから2人の娘を得た。
ジュリサは体操を始め、10歳のころには彼女の属するレベルの州大会で2位に入っていた。サンアントニオでの練習では物足りなくなったため、1982年に一家は揃ってアメリカの体操選手養成の中心地であるヒューストンに引っ越した。体操が原因で家族が崩壊していく例を見ていたため、ラミロとオティリアは娘を1人だけでヒューストンに行かせることはしなかった。
ヒューストンへ引っ越した後ラミロは1か月の間失業していたため、一家はサンアントニオに戻ろうとしたが、ジュリサは有名な体操指導者、ベラ・カロリーにその才能を認められた。ジュリサがカロリーのジムを訪問したとき、カロリーはその日から練習をするようにと勧めた。カロリーの目には、ジュリサは彼の考えるスター性に欠け、臆病で虚弱気味だったが、才能豊かで練習熱心であり、不平を絶対に言わない選手と映っていた。ジュリサは、カロリーの育成する選手たちがより高い位置に上がるためにぜひとも必要な選手であった。
カロリーのジムに入ったジュリサは、「希望」チームの一員となった。「希望」チームの指導はリック・ニューマンが担当していた。このチームはジムで2番目の序列にあたり、カロリーが担当する特別チームの候補生で構成されていた。カロリーの特別チームは6人の特に優秀な少女たちで構成され、メアリー・ルー・レットンのようなスター選手を目指していた。少女たちは日曜を除いて週に46時間の練習に励み、休みはクリスマスに3日、7月4日の独立記念日に1日だけという厳しいスケジュールをこなしていた。
カロリーの指導は厳しいものであった。彼を始めとするジムの指導者たちは意識的に少女たちの対抗心を煽り、成績順に順列をつけ、生き残るのは最強の選手のみという雰囲気を作り上げていた。カロリーは少女たちについて、「小さなサソリのようなもの」とたとえ、「小瓶に入れたサソリのうち生きていられるのは1匹だけ」とまで発言していた。指導者たちは時に少女たちに対して聞くに堪えない暴言を浴びせたり、痛みに耐えかねて泣いたという理由で暴力をふるってジムから放り出したりしていたが、父母たちはジムの指導者たちに抗議するようなことはしなかった。その理由は、体操選手として成功するためにはカロリーの指導に勝るものはない上に、今まで娘に投資してきた資金を無駄にしないためであった。ジュリサは体操の技術を向上させていき、ついにカロリーの特別チームの一員となった。ただし、次第に積極性は失われてゆき、心の内を見せなくなっていった。オティリアは娘がカロリーのジムに通いだしてから無口になり、微笑むことさえ少なくなっていることに気づいていた。
ジュリサの体には、カロリーのジムに入って以来常に痛みが付きまとうようになっていた。足首の疲労骨折に始まり、腱鞘炎、膝の腱の故障と続き、最後は膝の捻挫と進んだ。カロリーはそのような状態のジュリサに対しても容赦することなく、彼女がカロリーのもとで体操を続ける意志を持ち続けているかどうかを探っていた。彼の指導者としての理念は、かつての東側諸国の理念と同様の「血が出ていなければ、なんてことない」というものであった。ジュリサは不満や恐怖を口にすることなく練習に励んでいた。しなやかで優雅な身のこなしを生かして平均台種目を得意としたが、瞬発力を必要とする跳馬は苦手だった。
ジュリサのコーチ陣は、苦手な跳馬を克服するために、当時の女子体操跳馬の技で最も難度の高い「ユルチェンコ」（Yurchenko）を習得させようと試みていた。この技は、助走の段階でロイター板に対してロンダート（側方倒立回転跳び1/4ひねり後向き）から後転跳びを行い、後方抱え込み宙返り後に着地するもので、1982年にソビエト連邦の体操選手ナタリア・ユルチェンコが発表したものであった。ユルチェンコは、「ツカハラ」（側転跳び1/4ひねり後方かかえ込み宙返り）ほどの技術を要しなかったが、着地の正確な地点と確実性、そしてタイミングが求められる技であった。ジムで一緒だった選手たちは、ジュリサが跳馬に自信を持てずにいることに気づいていた。跳馬に必要な確実性をジュリサは持っていない上に、ロイター板への着地点が定まっていなかった。そしてカロリーはジュリサに対して「いつかロイター板で失敗するから注意しろ」とも言っていた。「ユルチェンコ」は危険な技だが、瞬発力に欠けるジュリサのような選手が高得点を上げるために必要な技だった。実際にジュリサはいくつかの試合で「ユルチェンコ」によって高得点を得るようになっていた。
ソウルオリンピックが近づいてきた時期に、カロリーは朝晩の練習以外に昼間も練習することを決めた。ジュリサが学校はどうするのかと質問すると、彼は首をすくめて「ゴルフじゃないんだ」と答えた。それは、最高のことを成し遂げるには多くのことを犠牲にしなければならないということを意味していた。ジュリサはチームメイトのうち5人がすでにそうしていたのと同様に学校を辞めて、通信教育を受けることにした。ソウルオリンピックが1年後に迫り、練習は厳しさを増していった。ジュリサの受けるストレスは日増しに重くなり、耐え切れなくなった彼女はカロリーに自分の心境を訴えたが、返ってきたのは冷淡な反応だった。
この出来事の直後、1987年の春にジュリサは膝を捻挫した。医者の診断は1か月の休養だったが、ジュリサはジム通いを止めなかった。カロリーのジムでは、発熱や水疱瘡、骨折や捻挫は練習を休む理由として認められていなかった。そこで彼女は、足首に負担のかからない段違い平行棒の練習を続けることにした。カロリーはジュリサに対して、無視と叱責を繰り返していた。彼の内心がどうであれ、その態度は外部の人間や他の選手の家族からは卑劣に映っていた。
1987年初夏、ついにカロリーはジュリサに「最後通告」を与えるという手段に出た。それは膝の捻挫をかばっているジュリサに対して、他のトップ選手と同様な練習をするか、ジムを辞めるかという選択を突き付けたのであった。その日の夕方、たまたまオティリアはジムにジュリサを迎えに来ていた。防音ガラス越しでカロリーの声は聞こえなかったが、彼が娘を怒鳴りつけている様子が見て取れた。帰りの車中でオティリアはジュリサに、ジムでの出来事について訊ねた。最初のうちジュリサは「別に」と言っていたがオティリアがなおも質問を続けると「カロリーなんて大嫌い」と言い、もうジムには戻りたくないと泣き出してしまった。
ゴメス夫妻は、1か月分の基礎指導料や段違い平行棒の個人指導料などの名目で、カロリーに1000ドルを支払ったばかりであった。ジュリサは全米ランキングで13位にまで順位を上げ、ソウルオリンピックの選考会を控えていたため、新しい指導者探しが急務となった。当時のヒューストンには、トップクラスの体操選手を抱えている体操指導者はカロリーを除けば1名だけだったため、ジュリサはその指導者のジムに移った。しかし、そのジムも1988年1月に辞めることになり、オティリアはジュリサのためにミズーリ州ブルースプリングス（Blue Springs）の体操指導者、アル・フォングに電話を掛けた。フォングにとっても、ジュリサのような才能ある選手を指導するのは願ってもないことだったので、1988年2月にジュリサは単身でブルースプリングスに引っ越した。
フォングはジュリサの跳馬演技を見て、技術的な問題があることにすでに気づいていた。ジュリサは「ユルチェンコ」の実施時に、ロイター板の端から10センチメートルから12センチメートルのところとされる「安全地帯」に着地していなかった。そこでフォングは、ジュリサの助走と跳び方を手直しし、一定の改善が見られたと判断して、1988年5月に東京で開催される国際スポーツフェアに彼女を派遣することを決めた。
東京に出発する前の週末に、サウスダコタ州で競技会があった。ジュリサは両親にぜひ来てほしいと懇願し、2人はその願いを受け入れた。競技会でのジュリサは、特に跳馬で見事な演技を披露し、「ユルチェンコ」は最高の出来栄えで9.7の得点を上げた。その夜、ジュリサは両親と一緒にホテルに泊まり、家族だんらんのひと時を過ごした。翌日も家族ですごし、午後になってゴメス夫妻は娘を体操チームのホテルに送り届けた。家に戻るために出発しなければならない両親に、ジュリサは「さよなら」と4回言った。

### 事故と死
東京での国際スポーツフェアで、チームメイトのスーニャ・ナップはジュリサが「ユルチェンコ」の練習で悪戦苦闘しているのを目撃していた。フォングは3か月前にジュリサの指導を始めてから、跳馬の練習には必ず付き添うようにしていた。日本での練習でもフォングはジュリサに付き添っていて、彼女が外国の環境と器具に慣れるのに時間がかかっても心配はしなかった。フォングの勘は正しく、競技初日のジュリサは跳馬でアメリカ合衆国代表選手中の最高得点を上げ、翌日の個人決勝に進む資格を得た。ジュリサはヒューストン時間の真夜中にオティリアに電話をかけて、この吉報を伝えた。そして「また明日電話するからね」と言った。
国際スポーツフェアの会場で、ジュリサはソビエト連邦の指導者ミハイル・クリメンコを見かけた。クリメンコがかつてエレナ・ムヒナのコーチだったという話を聞き、彼女の頭からはムヒナのことが離れなくなっていた。ジュリサが体操を始めた時、ムヒナは世界トップクラスの選手であった。ムヒナの優雅さと力強さを両立させた演技に惹きつけられ、ジュリサはムヒナの大ファンになっていた。ジュリサはその晩、夕食の席でもムヒナを話題にし、ホテルのナップの部屋でも遅くまで2人でしゃべった。ジュリサはナップにムヒナについて知っている様々なことを話し、20歳のときに練習中の不幸な事故で首から下が麻痺してしまったことまで話題にした。一度ジュリサは自室に戻っていったが、すぐにナップに電話をかけて「1人でいたくないの」と言い、ナップの部屋に泊まり込んだ。2人はベッドの中でもおしゃべりを続けたが、そのときにもジュリサはムヒナの話題を出していた。
翌日は、個人決勝の日だった。跳馬種目の2回目演技で自分の番が回ってきた。ジュリサは深呼吸をしてから助走に入った。ロイター板に対してロンダートに入り、踏み切った時に体のバランスが崩れ、左足では踏み切ったものの右足は端に滑って床に突っ込んだ。ジュリサは演技を続けようとしたものの、猛スピードで前頭部から馬の脇腹に突っ込むような体勢になってしまい、首の骨を損傷した。何とか身体は馬を飛び越えたものの、ジュリサはマット上にばったりと落ちた。
ヒューストン時間の午前2時、オティリアはかかってきた電話を取った。受話器の向こうから聞こえてきたのはジュリサの声ではなく、コーチのフォングの声であった。オティリアはその時、フォングが何を言っていたかを思い出せないでいるが、その内容は理解していた。彼女はミズーリ州にいる夫に電話をかけ、夜が明けると日本に向かう飛行機に搭乗していた。
ゴメス夫妻が日本で娘に面会を果たした際、ジュリサは意識があったが怯えていた。人工呼吸用のチューブが喉に差し込まれ、気管切開をしていたために会話することができなかった。オティリアはジュリサとの意思疎通の手段として、瞬き1回なら「イエス」、2回なら「ノー」という方法の他に、文字と板を買ってきた。オティリアは文字の一つ一つをジュリサが「イエス」と瞬きするまで指さし、また次の文字をジュリサの「イエス」まで並べていくことを繰り返した。ジュリサはこの方法で言いたい事柄を一言ずつ伝えていったが、事故や怪我については話に出すことはなかった。
事故の数日後、ヒューストンから東京にやってきた医師は夫妻に対して、ジュリサの首から下の麻痺は九分九厘治らないと告げた。夫妻は日本の主治医からジュリサをアメリカに連れ帰る許可が出るまで1週間待った。移送の許可が出ると、夫妻はアメリカ大使館に行って傷痍軍人用輸送機を利用する手続きの最後の段階を終えた。主治医は日本語でジュリサの病状について説明をしたが、夫妻にはその意味がわかっていた。主治医が気管のチューブを外すしぐさを見て取ったが、その日の夜中にジュリサの酸素供給装置は外されて昏睡状態に陥った。ジュリサの帰国に同行するためにヒューストンからやってきた2人の医師は、彼女の容体を知らされないままで帰国前の診断にあたった。そこで判明したのは、ジュリサが脳をひどく損傷していて、発作を繰り返すたびに悪化しているという事実であった。もし昏睡状態から回復しても、残りの生涯を植物状態で過ごすことになるとの診断結果だった。
ヒューストンに戻ったジュリサは、市の中心部にあるメソジスト病院の集中治療室に入った。事故から4か月が過ぎた9月に、病院の医師は夫妻に対して、できることはもう何もないと告げ、長期の介護をしてくれる施設への転院を勧めた。夫妻は娘を自宅で介護することに決め、リハビリテーション研修機関に3か月間入所して介護の方法を学んだ。夫妻はジュリサを家に連れ帰り、主寝室を彼女の病室にして必要な器具をすべて設置した。
最初の1年間は、夫妻は24時間勤務の看護婦を雇用することができた。2年目になるとオティリアの勤め先が保険会社を変更したために看護婦が雇えなくなった。USGFからの保険の金額では看護婦は週40時間しか雇えないため、夫妻は綿密なスケジュールを立てて24時間体制で娘の介護にあたった。ジュリサは昏睡状態を脱してはいた。たいていは眠っているか虚空を見つめているかの状態だったが、時には目を見開いたり落ち着きのない表情を見せたりし、声を上げて泣くこともあった。彼女の体重は63.5キログラムと倍ほどに増えていて、かつての面影はなくなっていた。
自宅療養を始めて3年近くたった1991年8月、ジュリサは感染症に罹って入院することになった。医師は夫妻にこのまま成り行きに任せてはどうかと勧めたが、夫妻の願いは娘をもう一度自宅に連れて帰ることであった。その願いとは裏腹にジュリサの病状は悪化してゆき、肺の中の老廃物除去のためにもう1台機械を繋がなければならない状態にまで至った。そこで夫妻は、延命措置を断念することを決意した。3日間、夫妻は娘のそばで過ごした。8月8日、医師が臨終を告げた時に、オティリアはジュリサの体を抱きかかえた。今までは人工呼吸装置のチューブが支障となって、娘を抱くこともままならなかった。ジュリサは8月10日に、ウッドローン墓地に埋葬された。

## その後
ジュリサの事故を契機として、同年のソウルオリンピックからロイター板と跳馬の隙間を埋めるスペーサーマットが使用され、踏み外した場合の衝撃を緩和させる措置が取られた。なお導入当時は任意の使用とされていたが、2001年度以降はこのスペーサーマットの使用が義務づけられている。
アメリカ合衆国のスポーツ・コラムニスト、ジョーン・ライアンは1995年に『Little Girls in Pretty Boxes』（邦題：『魂まで奪われた少女たち』）を出版した。この本の第1章は、ジュリサの悲劇とその波紋を描いている。